# Karel Zijlstra
Karel Zijlstra (Leeuwarden, 1958) es un escultor y fotógrafo de los Países Bajos.

## Datos biográficos
Fue educado en la Academia de Diseño Industrial en Eindhoven. Desde 1989 se centró por completo y exclusivamente en la escultura de bronce, hasta que recientemente se pasó a la fotografía. Una importante fuente de inspiración para la escultura de Zijlstra es la literatura celta y medieval.
El trabajo de Zijlstra ha sido exhibido en los Países Bajos,su país y a nivel internacional en España, Portugal, Bélgica, Alemania y Francia. Vive y trabaja en Waalre, Brabante Septentrional. 

## Obras
Entre las mejores y más conocidas obras de Wikström se incluyen las siguientes:
- Vrouwen van de Bron, fuente con figuras de bronce , Wanroij

## Galería

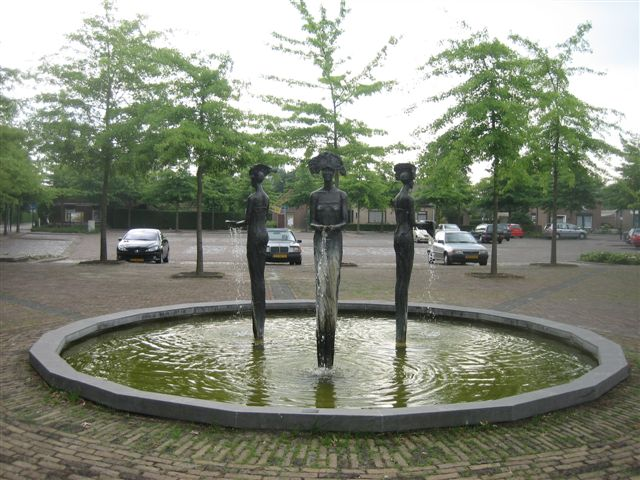